# Ermita de San Miguel de Afuera (Tudela)
La ermita de San Miguel de Afuera de Tudela (Navarra) fue una ermita situada en monte Canraso, en el camino que conduce a la cuesta de los Avellanos, y que pertenecía a la cofradía de ganaderos llamada los "Ligallos" (que en aragonés significa cabras). Se le llamó así para diferenciarla de la Iglesia de San Miguel de dentro, que se encontraba en la ciudad, en la calle que lleva el mismo nombre. Tampoco debe confundirse con la anterior ermita bajo idéntica advocación que existía en la misma zona.

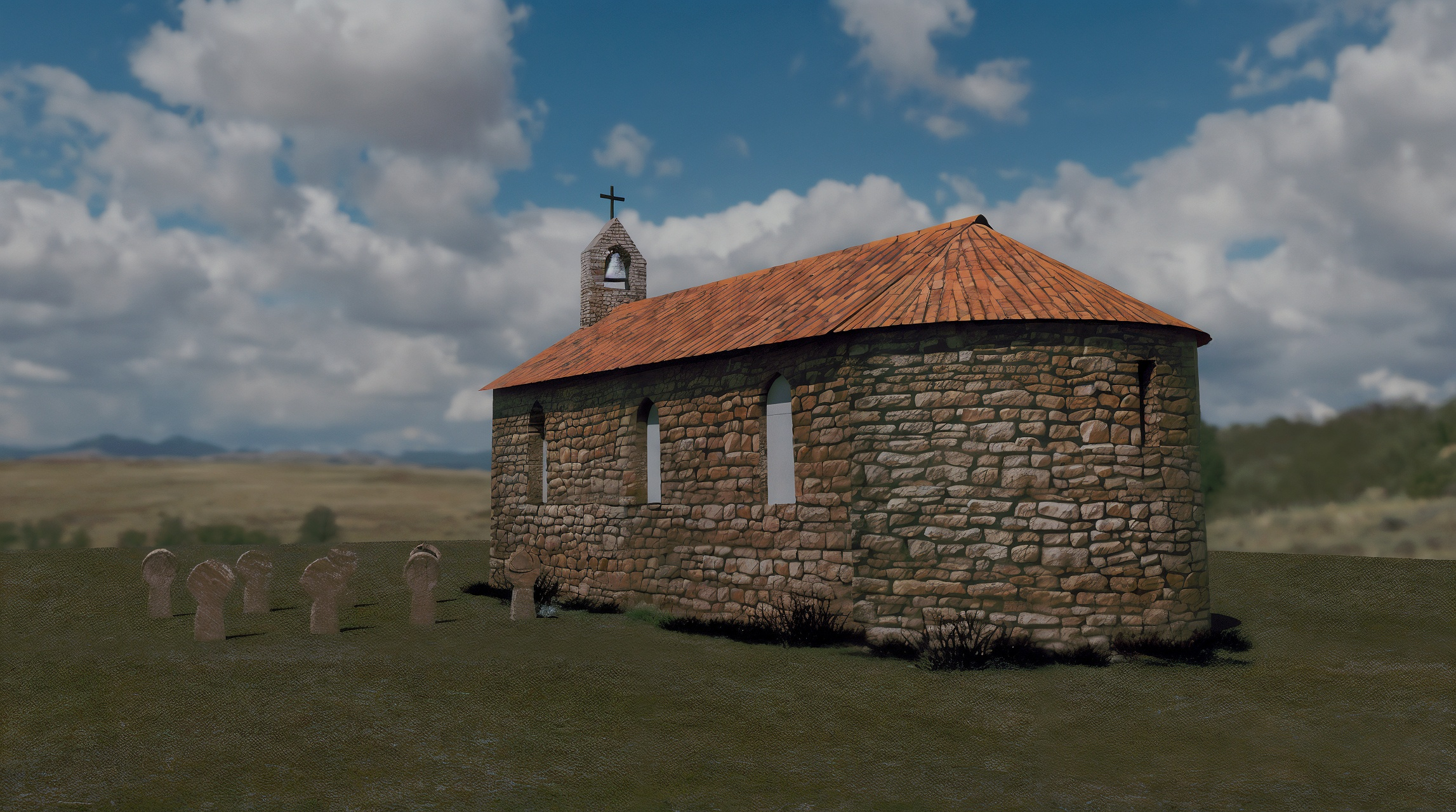
Reconstrucción de la ermita, lado del ábside

En las excavaciones de El Palenque, la necrópolis judía tudelana, en 1998 a cargo de Juan José Bienes, aparecieron sus restos, además de pequeñas bolas de plomo originarias de alguna de las escaramuzas de la Batalla de Tudela. Alrededor de la ermita aparecieron sepulturas con dirección este (la cabeza) - oeste (los pies), típico de los enterramientos cristianos.
Según se desprende de las excavaciones, y de los restos encontrados, sería de una nave con ábside semicircular, construida con sillarejo. En la pared que se conserva (medio metro de altura en lado izquierdo, según se mira hacia el ábside) se observa los restos de un banco corrido también de este material. No tiene contrafuertes, por lo que el techo sería liviano de maderos y tejas. A los pies del altar que ocuparía todo el ábside y de unos 40 cm de altura, sobre el nivel del suelo de la ermita, se encontró una sepultura. Tampoco se encontró base de torre, por lo que podría tener espadaña, con una campana.

## Historia y cronología de construcción
La ermita de San Miguel de Afuera aparece ya fundada en 1322.
Aparecen en dicho pergamino entre los cofrades, o coiffraydes como Miguel Pérez Baldoyn, que vivía en 1317, D. Miguel del Bayo que en 1322 era “vicario de la iglesia de San Miguel de dentro de los muros de Tudela [para significarla de la ermita de San Miguel de Afuera] y Fr. Guisar de Borgada, que era Prior del Monasterio de Santa Cruz en 1366. 
Fue derribada en 1781, aunque debió ser empleada como fortín defensivo en la Guerra de Independencia contra los franceses en 1808.